# Sedlo Brestov
Sedlo Brestov (też: Brestov; 970 m n.p.m.) – przełęcz w grupie górskiej Małej Fatry w północnej Słowacji. Leży w granicach Parku Narodowego Mała Fatra.
Przełęcz znajduje się we wschodniej części pasma, w tzw. Krywańskiej Małej Fatrze. Leży w drugorzędnym grzbiecie, odgałęziającym się od szczytu Suchý w kierunku północno-zachodnim, pomiędzy Kopą i Jedľoviną. Stoki schodzące spod przełęczy w kierunku północno-wschodnim opadają ku jednej z bocznych dolinek dużej doliny Kúr, natomiast te schodzące w kierunku południowo-zachodnim  ku dolinie Hradské. Przełęcz i jej otoczenie porośnięte lasami, ostatnio naruszonymi wiatrołomami i wyrębami.
Przełęcz nie miała nigdy znaczenia komunikacyjnego jako przejście pomiędzy wymienionymi wyżej dolinami. Obecnie ma znaczenie jako węzeł znakowanych szlaków turystycznych. Od strony doliny Kúr wyprowadza na nią zielony  szlak biegnący z Varína na Javorinę (nad schroniskiem pod Suchým). W przełęczy odgałęzia się od niego szlak  żółty, trawersujący wprost do schroniska zachodnimi stokami Kopy.